# Libuše (nome)
Libuše  è un nome proprio di persona ceco maschile.

## Varianti in altre lingue
- Slovacco: Libuša

## Origine e diffusione

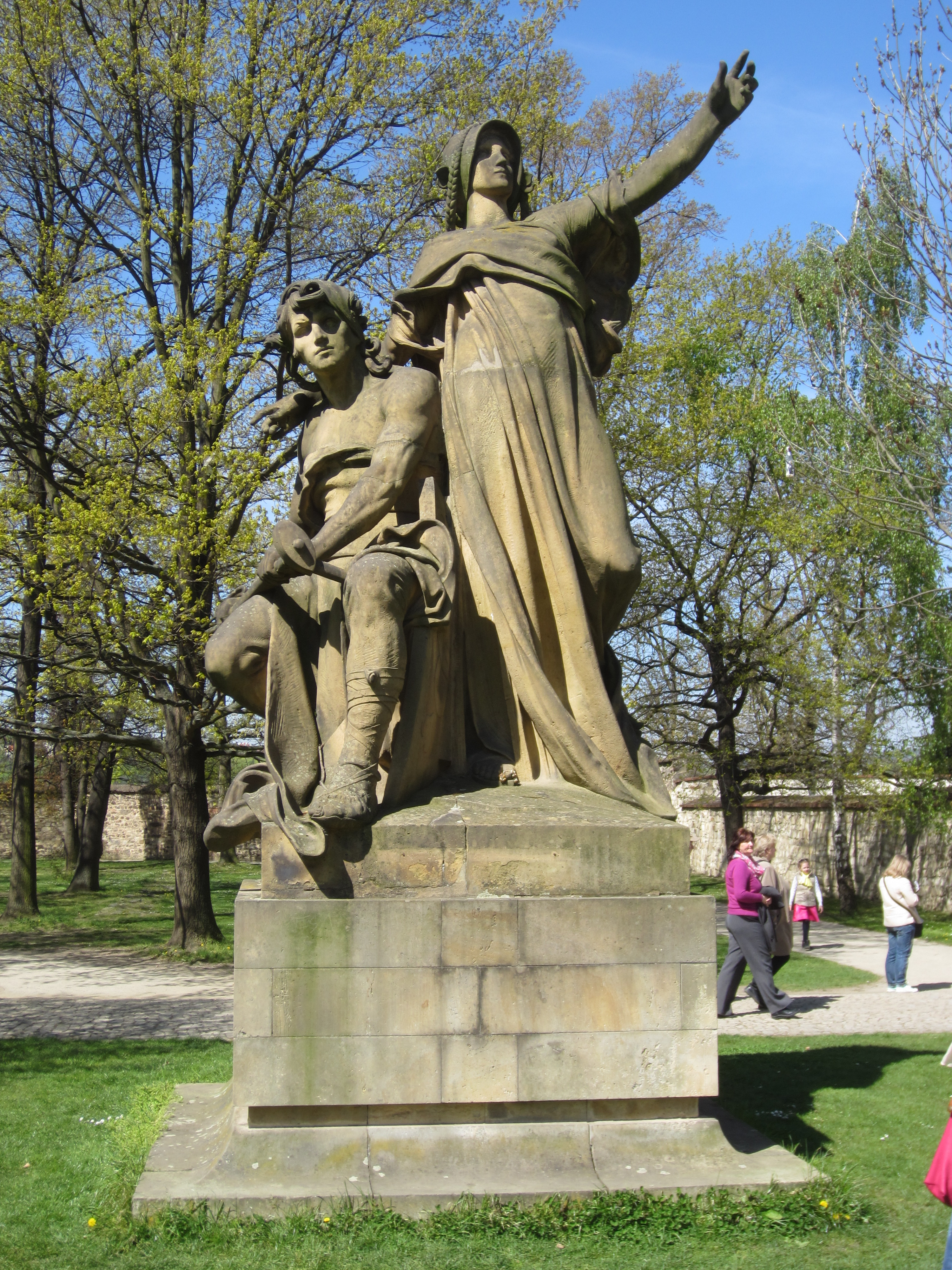
Statua raffigurante Libuše e suo marito Přemysl a Praga, di Josef Václav Myslbek

Riprende il nome di Libuše, la leggendaria principessa che, secondo la tradizione, fondò la città di Praga.
Deriva dal termine ceco libý, che significa "piacevole", "bello", "buono"; esso risale alla radice slava lyuby ("amore"), la stessa che è alla base di altri nomi quali Ljubov' e Lubomír.

## Onomastico
È un nome adespota, ossia che non è portato da alcuna santa. L'onomastico si può festeggiare eventualmente il 1º novembre, giorno di Ognissanti.

## Persone
- Libuše Průšová, tennista ceca
- Libuše Šafránková, attrice ceca